# گمینا ویلچن
گمینا ویلچن (به لهستانی:  Gmina Wilczyn) یک گمینا در لهستان است که در شهرستان کونگن واقع شده‌است. گمینا ویلچن ۸۳٫۱۲ کیلومتر مربع مساحت و ۶٬۴۲۲ نفر جمعیت دارد.